# Mèo Miến Điện
Mèo Miến Điện (tiếng Myanmar: ဗမာကြောင်, MLCTS: Bamar kyaung, tiếng Thái Lan: ทองแดง hoặc ศุภ ลักษณ์, RTGS: Thongdaeng hoặc Supphalak, có nghĩa là màu đồng) là một giống mèo nhà, có nguồn gốc từ Thái Lan, được cho là có nguồn gốc gần biên giới Thái - Miến Điện hiện tại và được phát triển ở Hoa Kỳ và Anh.
Hầu hết mèo Miến Điện hiện đại là hậu duệ của một con mèo cái tên là Wong Mau, được mang từ Miến Điện đến Hoa Kỳ vào năm 1930 và được lai tạo với mèo Xiêm Hoa Kỳ. Từ đó, các nhà lai tạo Hoa Kỳ và Anh đã phát triển các tiêu chuẩn giống mèo Miến Điện khác biệt, điều này không bình thường, tạo giống mèo không thuần chủng trong số những giống mèo nhà. Hầu hết các cơ quan đăng ký mèo hiện đại không chính thức công nhận hai giống mèo này là các giống riêng biệt, nhưng họ chú trọng đến loại mèo Miến Điện kiểu Anh hơn giống Mèo Miến Điện châu Âu.
Ban đầu, tất cả những con mèo Miến Điện đều có màu nâu đen (mâu đậm), nhưng bây giờ chúng có nhiều màu sắc khác nhau. Tiêu chuẩn công nhận giống mèo này cũng đã chính thức thay đổi. Cả hai phiên bản của giống mèo này đều được biết đến với tính chất cởi mở độc đáo và vui tươi đi kèm với tiếng kêu dai dẳng.

## Trong văn hóa
Trong cuốn sách về khoa học do họa sĩ minh họa Jenny Park mang tên Star Trek Cats, nhân vật Uhura được mô tả là một con mèo Miến Điện.